# حسن فهمي بك

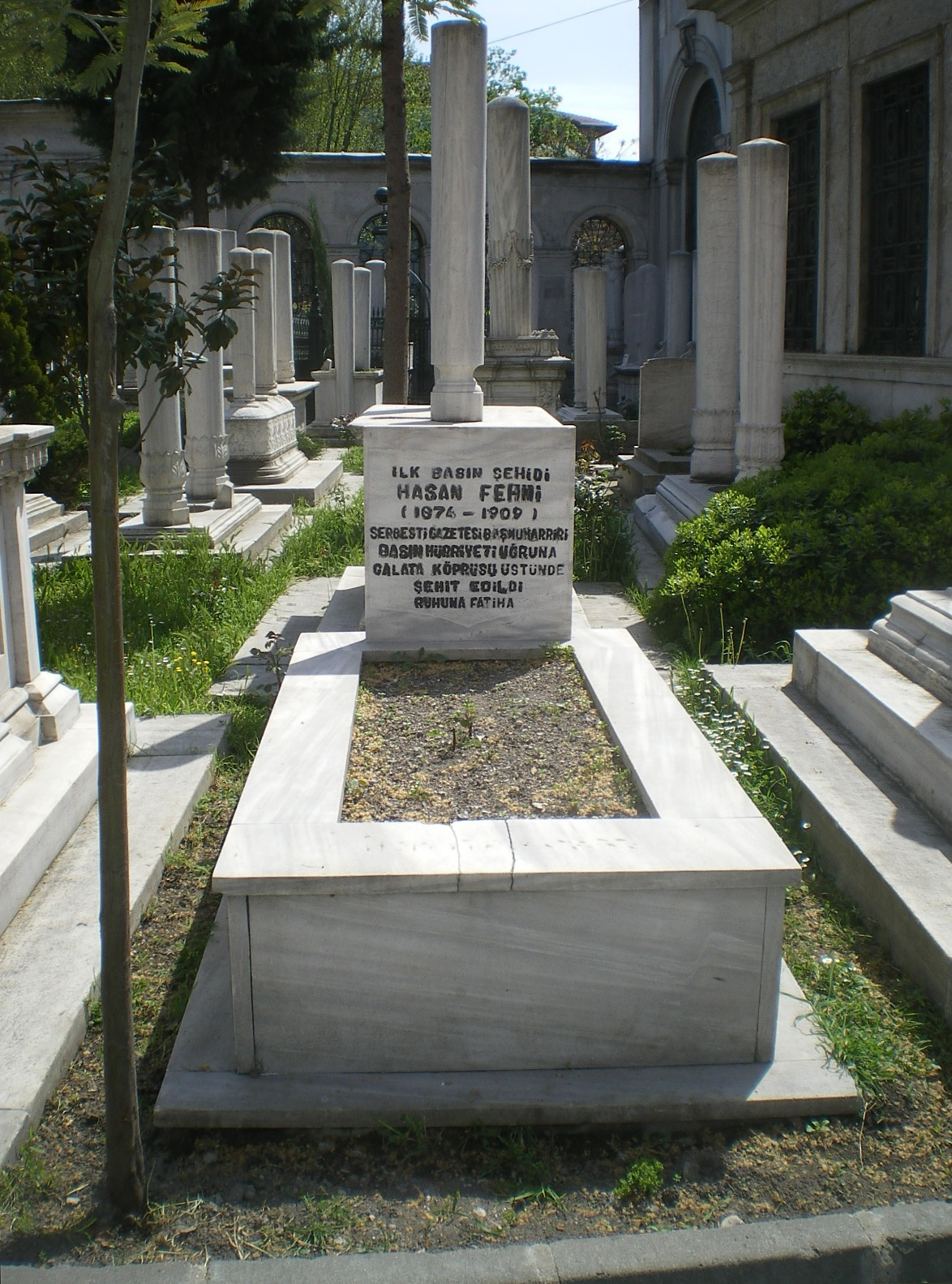
قبر حسن بك فهمي في تربة السلطان محمود الثاني

حسن فهمي بك (1874 ـ 6 أبريل 1909) هو صحفي عثماني من أصول ألبانية، كان رئيسًا لتحرير جريدة سربستي العثمانية. كتب عدة مقالات ضد جمعية الاتحاد والترقي. اغتيل بأيدٍ مجهولة في مساء السادس من أبريل 1909، أثناء عبوره جسر غلطة في إسطنبول، ودُفن في تربة السلطان محمود الثاني في شارع ديوان يولي في إسطنبول، وهي تربة خُصصت لدفن كبار رجال الدولة العثمانية، وتحتوي على مدافن السلطان محمود الثاني وحرمه وابنه السلطان عبد العزيز.